# Proliferative Vitreoretinopathie
Die Proliferative Vitreoretinopathie (PVR) ist eine erworbene Augenkrankheit, bei der auf der inneren (epiretinalen) Grenzmembran zwischen Netzhaut und Glaskörper oder zwischen Netzhaut und Aderhaut (subretinal) Membranen gebildet werden. Es handelt sich um eine Form einer Vitreoretinopathie und kann zu Netzhautablösung und Verschlechterung der Sehschärfe führen.
Die PVR kann als narbige Reaktion des Glaskörpers angesehen werden.
Die Bezeichnung „Proliferative vitreo retinopathy“ wurde im Jahre 1989 durch die Silicone Study Group vorgeschlagen.
Veraltete Synonyme sind: englisch Massive vitreous retraction; Massive periretinal proliferation

## Pathologie
Durch Verletzungen der Netzhaut können Zellen des retinalen Pigmentepithels durch das entstandene Netzhautloch in den Glaskörper einwandern und sich dort zu Myofibroblasten umformen. Diese Myofibroblasten proliferieren dann und ziehen die Netzhaut von ihrer Unterlage ab. Lagern sich solche Myofibroblasten (umgeformte Zellen des eingewanderten retinalen Pigmentepithels) auf der Netzhautoberfläche, im Netzhautgewebe oder auch unter der Netzhaut ab so entwickelt sich dann durch dessen Kontraktion eine Netzhautschrumpfung mit Netzhautablösung. Dies weil die Netzhaut dann zu kurz wird um die komplette Wölbung des Augapfels auszukleiden. Diese entstehende Netzhautablösung nennt man PVR-Ablatio.

## Häufigkeit und Ursache
Als Ursache kommen Veränderungen des Glaskörpers infrage durch:
- Trauma
- Netzhautablösung
- Komplikation einer Rissbedingten Netzhautablösung
- gefässbedingte Netzhauterkrankungen z. B. Diabetische Retinopathie oder Zentralvenenverschluss im Auge
- Frühgeborenen-Retinopathie
- Operative Eingriffe[8]

Die Häufigkeit dieser Komplikation wird mit etwa 10 % angegeben. Mithilfe der Laser Flare Photometrie können mit einer Sensitivität von 80 % Hochrisikopatienten für eine PVR erkannt werden.
Folgende Risikofaktoren sind bekannt:
Präoperativ:
- längere Verzögerung zwischen Auftreten der Netzhautablösung und operativer Versorgung
- besonders große Netzhautablösungen
- Erhöhter Spiegel von Matrixmetalloproteinase (MMP) -2 und MMP-9 und vom Interzelluläres Zelladhäsionsmolekül 1 im Glaskörper
- junges Alter
- Vorbestehende Entzündungen wie Uveitis

Intraoperativ:
- unvollständige Vitrektomie
- Kryotherapie
- exzessive Laserkoagulation
- intraoperative Komplikationen wie Hyphaema, subretinale oder choroidale (in die Aderhaut) Blutung

## Klinische Erscheinungen
Dadurch, dass bei der proliferativen Vitreoretinopathie Membranen auf, unter und um die Netzhaut herum wachsen können, kann es zur rasanten Sehverschlechterung und sogar Erblindung kommen.

## Diagnose
Die Diagnose ergibt sich durch die augenärztliche Untersuchung.

## Differentialdiagnostik
Abzugrenzen sind:
- Proliferative gefässbedingte Retinopathie
- Netzhautablösung nach offenem Trauma des Augapfels
- Netzhautablösung nach Fremdkörper im Auge

## Einteilung
Die Klassifikation des Retina Society Terminology Committee wurde im Jahre 1989 ergänzt mit einer Unterscheidung zwischen hinterer (posteriorer) und vorderer (anteriorer) Form und drei Proliferationsmustern: diffus, fokal und subretinal.
Allerdings wird im klinischen Alltag nur selten eine Klassifikation verwendet.

## Therapie
Die Behandlung erfolgt operativ.